# Seishiro Sakurazuka
(Seishiro Sakurazuka, Tokyo Babylon, settimo volume)
Seishiro Sakurazuka (桜塚 星史郎?, Sakurazuka Seishirō) è un personaggio dell'anime e manga X e di Tokyo Babylon delle CLAMP. Un altro Seishiro apparirà come crossover in Tsubasa RESERVoir CHRoNiCLE: è l'unico personaggio ad avere un ruolo di rilievo in tre opere differenti. Sia come veterinario, sia come assassino, sia come cacciatore, si interesserà sempre di Subaru Sumeragi.
Discendente di una stirpe di onmyoji assassini, in X diventa uno dei Draghi della Terra, coloro che vogliono distruggere l'umanità per salvare la Terra.
Nel set di tarocchi di X, Seishiro rappresenta La Morte.

## Carattere
In apparenza gentile e affabile, in realtà Seishiro afferma di non provare alcun sentimento per nessuno: asserisce persino di non aver provato nulla uccidendo la propria madre. A causa di questo suo disinteresse, quando, da ragazzo, incontra Subaru, all'epoca bambino, colpito dal suo animo candido decide di stringere con lui un patto, scommettendo con sé stesso di riuscire ad affezionarsi a qualcuno. Essenzialmente egoista, tutte le sue azioni sono finalizzate solo al suo interesse: persino la sua stessa morte, che sembra aver scelto spontaneamente.

## Passato
Il passato di Seishiro è avvolto nel sangue: discendente di una delle più antiche famiglie di assassini, i Sakurazukamori, che si tramandano il ruolo da generazioni: in realtà, nonostante ci si riferisca a loro come clan, di Sakurazukamori ce n'è uno solo. La "cerimonia di successione" consiste nell'uccidere il precedente Sakurazukamori; nel caso di Seishiro, si trattava di sua madre. Prima di morire, la donna gli aveva rivelato che un Sakurazukamori può essere ucciso solo dalla persona da lui amata e che un giorno sarebbe accaduto anche a lui.
Una volta adolescente, durante uno dei suoi lavori, scopre che un bambino ha assistito all'omicidio da lui appena commesso: sceglie, però, di non ucciderlo. Parlando con lui, rimane colpito dalla sua innocenza e decide di stringere un patto con il bambino: quando si reincontreranno, Seishiro rimarrà al suo fianco per un anno e, in quel periodo, cercherà di affezionarsi a lui. Se dovesse riuscirci, lo lascerà in vita; in caso contrario, lo ucciderà. Cancella quindi il ricordo del patto dalla mente del bambino, marchiandogli i dorsi delle mani con due pentacoli rovesciati, così da poterlo riconoscere, in futuro. Questo bambino era Subaru.

## Tokyo Babylon
(Seishiro Sakurazuka, Tokyo Babylon, primo volume)
Sin dall'inizio della serie, Seishiro affianca Subaru e appare come affabile veterinario sempre sorridente; nel corso della storia, afferma più volte di essere innamorato di lui e di volerlo sposare, supportato dalla gemella del ragazzo, Hokuto, la quale scherza con lui anche della sua possibile appartenenza al clan dei Sakurazukamori, a causa dei suoi poteri e del suo cognome così simile a quello del clan di assassini. Seishiro le regge il gioco, affermando di essere diverso dai suoi antenati.
Grazie ai suoi poteri, aiuta Subaru ogni qualvolta è in pericolo, la maggior parte delle volte senza che il ragazzo lo sappia. Quando Subaru verrà aggredito da una donna impazzita, si frapporrà tra loro per difenderlo e perderà l'uso di un occhio.
In realtà, il suo modo di aiutare Subaru a volte si mostra nettamente in contrasto a quello del ragazzo: ad esempio, nel terzo volume, di fronte a tre ragazze convinte di essere le prescelte destinate a salvare il mondo e quindi onnipotenti, se Subaru aveva cercato di dialogare con loro e convincerle a fermare i loro incantesimi, Seishiro le attacca e le fa impazzire.
(Seishiro Sakurazukamori, Tokyo Babylon, manga numero 3)
Anche il suo lavoro di veterinario è solo una facciata: in realtà, si serve degli animali per usarli come suoi "sostituti" nella reazione del sakanagi: ogni volta che si utilizzano degli incantesimi, chi li ha compiuti riceve una sorta di contraccolpo, che può manifestarsi come visioni o ferite. Gli animali da lui in cura, quindi, assorbono tali negatività e, spesso, muoiono.
In seguito, Hokuto gli rivela apertamente di sospettare di lui, a causa dell'odore di sangue che sembra avvolgerlo. Subaru, invece, dopo la ferita all'occhio di Seishiro, si riscopre innamorato di lui. Proprio in quel momento, però, Seishiro gli rivela la sua vera natura e gli fa ricordare il patto da loro stretto quando, anni prima, si erano incontrati sotto un ciliegio. Poco dopo, gli confida di non provare nulla nei suoi confronti, nonostante si sia seriamente impegnato ad affezionarsi a lui, fingendosene innamorato. Di conseguenza, Subaru ha perso la scommessa e Seishiro, dopo averlo ferito e preso a calci, decide di ucciderlo: non riesce nell'intento solo perché il ragazzo viene salvato da sua nonna, precedente capofamiglia dei Sumeragi, che nel distruggere l'illusione in cui Seishiro si era isolato con Subaru perde l'uso delle gambe e della vista.
Mentre Subaru, in seguito al trauma, cade in uno stato di catatonia, Hokuto si presenta d'innanzi a Seishiro, spronandolo ad ucciderla; Seishiro non esita a farlo. Subaru assiste alla scena attraverso un sogno e, risvegliatosi, si ripromette di diventare più potente per vendicare la morte della sorella.

## X

### Manga
Otto anni dopo, Seishiro torna in una Tokyo prossima all'Apocalisse, in quanto componente della fazione dei Draghi della Terra: in realtà, a Seishiro non importa assolutamente nulla del destino dell'umanità o della Terra e prosegue il suo mestiere di assassino come se la cosa non lo riguardasse, salvo attaccare i Draghi del Cielo un paio di volte. La prima volta, attacca i Sigilli riuniti al cospetto di Hinoto, intrappolandoli in un'illusione: Seishiro non appare apertamente ma, dopo che l'illusione è stata spezzata, cominciano a cadere dei petali di ciliegio, che lo fanno riconoscere come autore dell'attacco. La seconda volta, attacca Kamui Shiro e Kotori Mono, rinchiudendoli ancora una volta in un'illusione, stavolta mostrandosi apertamente. I due vengono però salvati da Fuuma Mono, che riesce a distruggere l'illusione del Sakurazukamori e a respingere i suoi attacchi.
In seguito, ha modo di incontrare Subaru, con il quale ha un breve combattimento che lo vede vincitore, sebbene decida di non infierire sul ragazzo, tra l'altro disposto a continuare lo scontro.
Nel volume 16, Seishiro reincontra Subaru sul Rainbow Bridge, dove tra i due avviene la resa dei conti. Seishiro si mostra curioso di conoscere il vero desiderio di Subaru: era sempre stato certo che fosse ucciderlo, ma Fuuma gli aveva rivelato che il vero desiderio del ragazzo era un altro. Durante lo scontro, Seishiro fa per uccidere Subaru, ma è Subaru ad ucciderlo con la stessa mossa che lui stava per fare. Moribondo, Seishiro gli rivela che è stata Hokuto a far sì che ciò avvenisse: quando l'aveva uccisa, Hokuto, con le sue ultime forze, l'aveva informato aver posto su di lui un incantesimo che si sarebbe attivato solo nel caso Seishiro avesse cercato di uccidere Subaru; in tal caso, l'attacco da lui usato si sarebbe ritorto contro di lui, uccidendolo. Il motivo per il quale Hokuto gli aveva posto e rivelato della maledizione era il suo desiderio di non vederlo mai attivato: Hokuto sperava, infatti, che Seishiro diventasse in grado di amare. Ormai morente, Seishiro sussurra a Subaru un ultimo: "Io ti..."; essendo il terzo baloon bianco, non si sa cosa abbia detto al ragazzo. Tuttavia, il fatto di essere cosciente della maledizione di Hokuto e memore delle parole di sua madre, che volevano morto per mano della persona da lui amata, fa pensare che possa aver confessato il proprio amore a Subaru.
Il suo corpo finisce disperso in seguito al crollo del Rainbow Bridge, avvenuto a causa della barriera che Subaru aveva dapprima innalzato e poi fatto cadere. Fuuma riesce a recuperare l'occhio da cui ancora riusciva a vedere e lo dona a Subaru, che lo accetta e se lo trapianta: anche il ragazzo, infatti, aveva perso un occhio, tra l'altro per colpa dello stesso Fuuma, che in realtà aveva semplicemente esaudito il suo desiderio di assomigliare a Seishiro il più possibile. Scoperto questo fatto, Seishiro aveva desiderato cancellare la traccia di un altro uomo dal volto di Subaru, che proprio per questo motivo sceglie di accettare e impiantarsi il suo occhio, divenendo lui stesso il Sakurazukamori.

### Anime
Nell'anime, il primo combattimento di Subaru e Seishiro è stato omesso: ne avviene un altro, ma non si capisce se Subaru stia combattendo contro un'illusione o contro il vero Sakurazukamori. È assente, inoltre, anche la parte della consegna dell'occhio: Subaru, difatti, rimane fino alla fine cieco da un occhio e non diviene un Drago della Terra.
Nella versione italiana è stata apportata una censura al rapporto tra Seishiro e Subaru, volta a celare l'omosessualità di entrambi e mantenendo i loro discorsi più vaghi.
Nell'anime è doppiato da Otoya Kawano nella versione originale e da Stefano Albertini nella versione italiana.

### Film
Nel film si ripete l'ennesimo scontro fra Seishiro e il suo rivale Subaru, qui i due si scontrano subito senza neanche incontrare altri personaggi, uccidendosi a vicenda dopo un violento scontro.
Nel film è doppiato da Toru Furusawa nella versione originale e da Stefano Albertini nella versione italiana.

## Crossover
Un Seishiro di un altro mondo appare nel corso della serie di Tsubasa RESERVoir CHRoNiCLE, in cui è anche il fratello maggiore di un altro Fuuma. Qui si rivela essere colui che, tempo addietro, aveva insegnato a Shaoran a combattere. Il suo obiettivo è di trovare i gemelli vampiri Subaru e Kamui, in particolare il primo. Dai successivi discorsi dei due gemelli, sembrerebbe che Subaru abbia donato il proprio sangue a Seishiro, tesi avvalorata dal fatto che quest'ultimo invecchia molto più lentamente e sembra addirittura più giovane di suo fratello Fuuma (il Seishiro di Tsubasa Reservoir Chronicle, infatti, ha le sembianze del Seishiro sedicenne della storia breve alla fine del volume 16 di X), ma le CLAMP hanno lasciato in sospeso la sottotrama dei vampiri gemelli senza fornire ulteriori informazioni. Per poter viaggiare nei vari mondi paralleli ha stretto un patto con la Strega delle Dimensioni, Yuuko, donandole uno dei suoi occhi: anche in questa veste, infatti, Seishiro si mostra cieco ad un occhio.